# Під одним дахом
«Під одним дахом» (ест. «Ühe katuse all») — радянський чорно-білий художній фільм-соціальна драма 1962 року, знята Ігорем Єльцовим на кіностудії «Талліннфільм».

## Сюжет
В основі картини, присвяченої сучасному колгоспному селу, лежить повість письменника Ганса Леберехта.

## У ролях
- Дзідра Рітенберга — Марі Пидер
- Рейн Арен — Пеетер Арро
- Війу Хярм — Вайке Пильд
- Іта Евер — Лайне Арро
- Олав Озолін — Пріїт Арро
- Айно Сееп — секретар райкому
- Рудольф Нууде — Яагуп
- Паулі Рінне — Рейнхольд
- Юрі Ярвет — Тиніс
- Ельза Ратассепп — Трійну
- Інес Ару — Хельгі
- Александер Нійтоя — Мярт
- Хеленд Пееп — парторг колгоспу
- Оллі Варе — Катрін Орг
- Арнольд Сіккел — Вассар
- Арво Хейна — епізод
- Олексій Глазирін — епізод
- Антс Йигі — епізод
- Вірве Юрно — епізод
- Маргіт Оясоон — епізод

## Знімальна група
- Режисер — Ігор Єльцов
- Сценарист — Марія Смирнова
- Оператор — Михайло Дороватовський
- Композитор — Вельо Торміс
- Художник — Рейн Раамат